# Andrzej Kozłowski (inżynier)
Andrzej Kozłowski (ur. 1932, zm. 10 września 2016) – polski specjalista z zakresu aparatów i urządzeń elektrycznych oraz trakcji elektrycznej. Były profesor Politechniki Rzeszowskiej i Lubelskiej. W latach 1994–2003 kierownik Katedry Urządzeń Elektrycznych i Techniki Wysokich Napięć Wydziału Elektrotechniki i Informatyki PL.

## Życiorys
Andrzej Kozłowski ukończył studia I stopnia na Politechnice Warszawskiej w roku 1954, a II stopnia w roku 1963. Stopień naukowy doktora uzyskał w roku 1975. Habilitację uzyskał w 1986 roku.
W latach 1952–1959 pracował na stanowisku asystenta na Wydziale Elektrycznym Politechniki Warszawskiej, a w latach 1959–1986 jako adiunkt w Centralnym Ośrodku Badań i Rozwoju Techniki Kolejowej w Warszawie. W roku 1986 rozpoczął pracę w Wyższej Szkole Inżynierskiej w Radomiu (Wydział Transportu). W roku 1991 został zatrudniony na stanowisku profesora w Politechnice Lubelskiej.
W okresie 1986–1990 członek Rady Naukowej Centralnego Laboratorium Akumulatorów i Ogniw w Poznaniu. Wieloletni członek Sekcji Pojazdów Rady Naukowej Centrum Naukowo-Technicznego Kolejnictwa (dzisiejszy Instytut Kolejnictwa).